# Bridgeoporus
Bridgeoporus — рід грибів родини Schizoporaceae. Назва вперше опублікована 1996 року.

## Класифікація
До роду Bridgeoporus відносять 2 види:
- Bridgeoporus nobilissimus
- Bridgeoporus sinensis